# Iwade, Wakayama
Iwade (岩出市 Iwade-shi) là một thành phố thuộc tỉnh Wakayama, Nhật Bản.